# بيتر كريمر (لاعب كرة قدم)
بيتر كريمر (بالإنجليزية: Peter Creamer)‏ هو لاعب كرة قدم بريطاني، ولد في 20 سبتمبر 1953 في هارتلبول في المملكة المتحدة. لعب مع دالاس تورنايدو ونادي دونكاستر روفرز ونادي روتشديل ونادي ميدلزبره ونادي هارتلبول يونايتد ونادي يورك سيتي.